# 紧箍咒
紧箍咒是《西游记》中的一个咒语，又名定心真言，由如来发明，经观音菩萨传授给唐僧，用于对其弟子孙悟空的管教。

## 作用
当唐僧念动紧箍咒时，戴于孙悟空头上的緊箍兒便会收紧，使得孙悟空头痛欲裂，越挣扎越痛苦。
類似的还有對應金箍咒的金箍兒、以及響應禁箍咒的禁箍兒。其中金箍咒用于控制红孩儿，帮助他成为了善财童子；，禁箍咒用于控制黑熊精，帮助他成为了守山大神。
紧箍咒在日常用语中，已经成为了一个俗语，比喻那些束缚人的东西。